# Euclidia aquamarina
Euclidia aquamarina là một loài bướm đêm trong họ Erebidae.